# Smelt Bay Park
Smelt Bay Park är en park i Kanada.   Den ligger i Strathcona Regional District och provinsen British Columbia, i den sydvästra delen av landet, 3 700 km väster om huvudstaden Ottawa. Smelt Bay Park ligger 65 meter över havet.
Terrängen runt Smelt Bay Park är platt åt sydost, men åt nordost är den kuperad. Havet är nära Smelt Bay Park åt sydväst.Närmaste större samhälle är Campbell River, 18,1 km väster om Smelt Bay Park. 